# فينس جاسبر
فينس جاسبر (بالإنجليزية: Vince Jasper)‏ هو لاعب كرة قدم أمريكية أمريكي، ولد في 30 نوفمبر 1964 في هاواردين في الولايات المتحدة.